# Sírio São Paulo
Pour les articles homonymes, voir Sirio.
Le Sírio São Paulo, ou EC Sírio est un club brésilien de basket-ball évoluant en 4e division du championnat brésilien, mais possédant l'un des plus beaux palmarès du pays. Le club est basé dans la ville de São Paulo. 

## Palmarès
International
- Vainqueur de la Coupe intercontinentale : 1979

National
- Champion du Brésil : 1968, 1970, 1972, 1978, 1979, 1983, 1988

## Joueurs célèbres ou marquants
- Oscar Schmidt